# Urdos
Urdos is een gemeente in het Franse departement Pyrénées-Atlantiques (regio Nouvelle-Aquitaine) en telt 69 inwoners (2009). De plaats maakt deel uit van het arrondissement Oloron-Sainte-Marie.

## Geografie
De oppervlakte van Urdos bedraagt 40,5 km², de bevolkingsdichtheid is dus 1,7 inwoners per km².
De onderstaande kaart toont de ligging van Urdos met de belangrijkste infrastructuur en aangrenzende gemeenten.

## Demografie
Onderstaande figuur toont het verloop van het inwonertal (bron: INSEE-tellingen).